# Ewart Chitty
Ewart C. Chitty (1898? – 1993?) was een lid van het Besturend Lichaam van Jehova's getuigen van 28 november 1974 tot en met 1978. Op het moment dat hij werd aangesteld in het Besturend Lichaam was hij secretaris-penningmeester van de International Bible Students Association, een belangrijke corporatie in Groot-Brittannië van het Wachttoren-, Bijbel- en Traktaatgenootschap. In het Jaarboek 1980 werd een eenvoudige mededeling gedaan: "Het afgelopen jaar is Ewart C. Chitty afgetreden", zonder opgaaf van reden. Historicus Penton schrijft: "Het is misschien niet verbazingwekkend dat het Verkondigers-boek niet vermeldt dat twee leden van het Besturend Lichaam - Ewart Chitty en Leo Greenlees - werden gedwongen terug te treden uit dat orgaan vanwege voortdurende homoseksuele praktijken, maar nooit werden uitgesloten."
Na zijn terugtreden uit het Besturend Lichaam bleef hij werkzaam op het hoofdbureau van het Wachttorengenootschap in New York, waar hij werkte op de afdeling "Writing Correspondence" (schriftelijke correspondentie). Enkele jaren later werd hij opnieuw aangesteld op Bethel – het kantoor van het Wachttorengenootschap – in Londen, waar hij een bescheiden positie kreeg toegewezen in vergelijking met zijn vroegere hoge status. Hij stierf daar rond 1993.